# Lo Campanar

Lo Campanar, respecte del terme d'Abella de la Conca

Lo Campanar és una partida rural del terme municipal d'Abella de la Conca, a la comarca del Pallars Jussà, en territori del poble de Bóixols.
Està situada al nord-oest de Bóixols, a llevant de Cal Mateu, al nord del Clot d'Oriol i de la partida de Collell, al sud de la Serra de Pi, al sud-est de la Collada de la Serra del Pi i a llevant de la Pista de Carrànima. El límit nord, oest i part del sud de la partida és la de Carrànima, també al sud toca amb el Clot d'Oriol, mentre que per l'altra meitat sud i l'est és la de l'Obac de Carrànima. A l'extrem nord-est toca breument la partida del Serrat del Sastre.
Comprèn les parcel·les 323 a 327 del polígon 2 d'Abella de la Conca, i consta de 6,3990 hectàrees amb pastures, bosquina i conreus de secà.